# Kóstas Papanikoláou
Konstantinos « Kóstas » Papanikoláou (en grec moderne : Κωνσταντίνος Παπανικολάου), né le 31 juillet 1990, à Tríkala en Grèce, est un joueur grec de basket-ball. Il évolue au poste d'ailier.

## Biographie
En 2009, Papanikoláou participe au championnat d'Europe des 20 ans et moins avec l'équipe grecque. L'équipe remporte la compétition et Papanikoláou est nommé meilleur joueur.
Papanikoláou est formé au Proteas Grevenon et signe son premier contrat professionnel lors de la saison 2008-2009 avec l'Aris Salonique. À l'issue de cette saison, il est nommé meilleur jeune joueur et rejoint l'Olympiakos en 2009.
En 2012, Papanikoláou remporte l'Euroligue avec l'Olympiakos. Lors de la finale remportée d'un point contre le CSKA Moscou, il est le meilleur marqueur de la rencontre avec 18 points. Il remporte aussi le championnat de Grèce avec l'Olympiakos et le titre de meilleur jeune joueur du championnat grec.
Il est choisi en 48e position par les Knicks de New York lors de la Draft 2012 de la NBA.
Papanikoláou est nommé meilleur joueur de la dernière journée du Top 16 de l'Euroligue 2012-2013, avec une évaluation de 37 (21 points (dont 6 sur 6 à trois points) et 12 rebonds). Il est élu meilleur jeune de la saison d'Euroligue (joueur de moins de 22 ans), devançant le double tenant de la récompense, Nikola Mirotić. Sur la saison d'Euroligue, il marque en moyenne 9,9 points et prend 4,5 rebonds.
En juillet 2013, les Rockets de Houston achètent les droits NBA sur Papanikoláou.

### FC Barcelone (2013-2014)
Le 20 juillet 2013, Papanikoláou signe un contrat de trois ans avec une année supplémentaire en option avec le FC Barcelone,. Il remporte le championnat d'Espagne.

### Rockets de Houston (2014-2015)
En août 2014, Papanikoláou rejoint les Rockets de Houston avec un contrat de deux ans.

### Nuggets de Denver (2015-2016)
Le 20 juillet 2015, il est transféré aux Nuggets de Denver avec Pablo Prigioni, Joey Dorsey, Nick Johnson, et un premier tour de draft 2016 contre Ty Lawson et un second tour de draft 2017. Le 25 septembre 2015, il est coupé par les Nuggets.
Le 5 novembre 2015, il signe chez les Nuggets. Il est de nouveau licencié par les Nuggets le 7 janvier 2016.

### Retour en Europe
En janvier 2016, Papanikoláou signe un contrat jusqu'à la fin de la saison 2017-2018 avec l'Olympiakós.
À cause de manquements au règlement, l'Olympiakós est relégué en deuxième division grecque lors de la saison 2019-2020. Le club fait alors le choix de créer deux effectifs, un pour l'EuroLigue et un pour le championnat. Kóstas Papanikoláou évolue donc uniquement dans le championnat européen cette saison-là.

## Records en NBA
Les records personnels de Kóstas Papanikoláou officiellement recensés par la NBA sont les suivants :
| Type de statistique        | Saison régulière | Saison régulière                                | Saison régulière                  | Playoffs | Playoffs                                          | Playoffs                |
| Type de statistique        | Record           | Adversaire                                      | Date                              | Record   | Adversaire                                        | Date                    |
| -------------------------- | ---------------- | ----------------------------------------------- | --------------------------------- | -------- | ------------------------------------------------- | ----------------------- |
| Points                     | 19               | Lakers de Los Angeles                           | 19 novembre 2014                  | 2        | @ Clippers de Los Angeles                         | 10 mai 2015             |
| Paniers marqués            | 6                | Lakers de Los Angeles Grizzlies de Memphis      | 19 novembre 2014 3 décembre 2014  | 1        | @ Clippers de Los Angeles                         | 10 mai 2015             |
| Paniers tentés             | 14               | Grizzlies de Memphis                            | 3 décembre 2014                   | 2        | @ Clippers de Los Angeles                         | 10 mai 2015             |
| Paniers à 3 points réussis | 4                | 3 fois                                          |                                   |          |                                                   |                         |
| Paniers à 3 points tentés  | 8                | @ Heat de Miami                                 | 4 novembre 2014                   | 1        | 3 fois                                            |                         |
| Lancers francs réussis     | 3                | Lakers de Los Angeles                           | 19 novembre 2014                  | 1        | Clippers de Los Angeles                           | 12 mai 2015             |
| Lancers francs tentés      | 3                | Timberwolves du Minnesota Lakers de Los Angeles | 12 novembre 2014 19 novembre 2014 | 2        | Clippers de Los Angeles                           | 12 mai 2015             |
| Rebonds offensifs          | 7                | Warriors de Golden State                        | 8 novembre 2014                   |          |                                                   |                         |
| Rebonds défensifs          | 6                | @ Heat de Miami Lakers de Los Angeles           | 4 novembre 2014 19 novembre 2014  | 1        | @ Clippers de Los Angeles Clippers de Los Angeles | 10 mai 2015 12 mai 2015 |
| Rebonds totaux             | 10               | Warriors de Golden State                        | 8 novembre 2014                   | 1        | Clippers de Los Angeles                           | 10 mai 2015 12 mai 2015 |
| Passes décisives           | 5                | 3 fois                                          |                                   |          |                                                   |                         |
| Interceptions              | 3                | Warriors de Golden State                        | 8 novembre 2014                   |          |                                                   |                         |
| Contres                    | 2                | 4 fois                                          |                                   |          |                                                   |                         |
| Balles perdues             | 6                | Celtics de Boston                               | 1er novembre 2014                 | 4        | @ Clippers de Los Angeles                         | 10 mai 2015             |
| Minutes jouées             | 38               | Mavericks de Dallas                             | 22 novembre 2014                  | 10       | @ Clippers de Los Angeles                         | 10 mai 2015             |

- Double-double : aucun (au terme de la saison 2014/2015).
- Triple-double : aucun.

## Palmarès
- Vainqueur de l'Euroligue 2011-2012 et 2012-2013
- MVP du All-Star Game junior du championnat de Grèce (2009)
- Meilleur espoir du championnat de Grèce (2009, 2012)
- MVP du Championnat d'Europe des 20 ans et moins en 2009
- Meilleur espoir de l'Euroligue en 2013
- Champion de Grèce 2012, 2016, 2022, 2023 et 2025
- Champion d'Espagne 2014
- Vainqueur de la coupe de Grèce 2010, 2011 et 2022